# Vöröstorú feketehangya

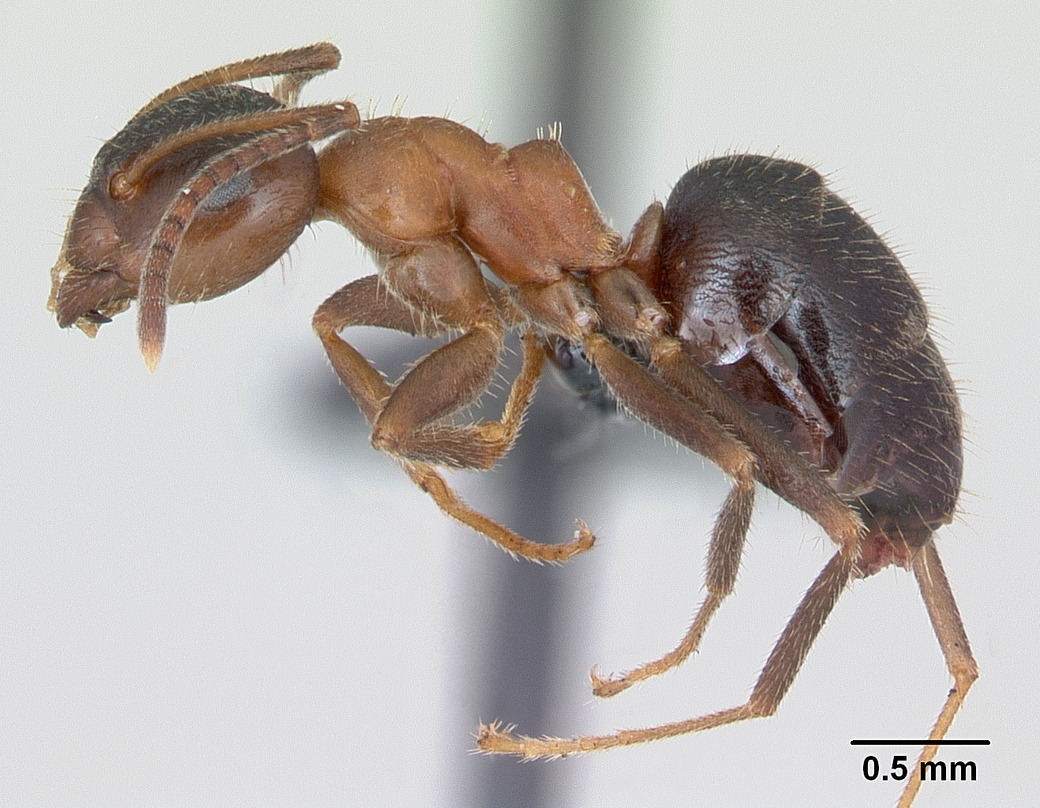
Oldalnézetben

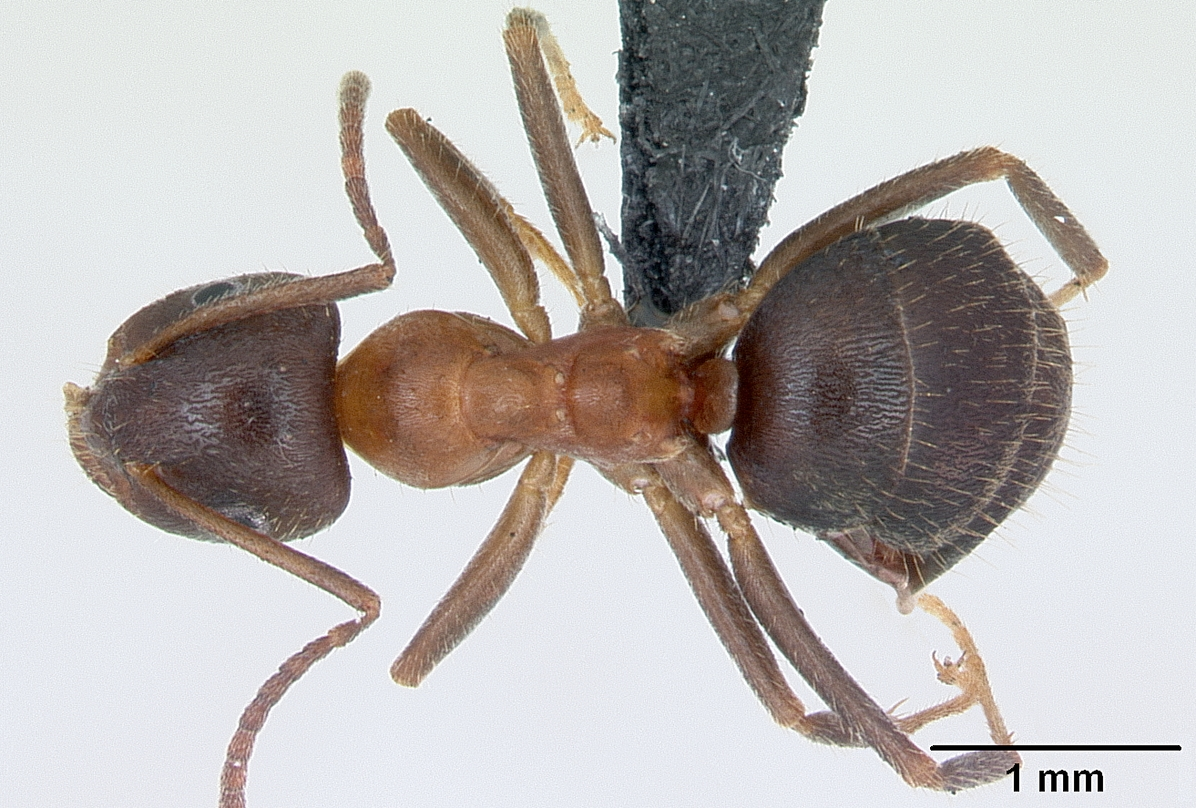
Fölülnézetben

A vöröstorú feketehangya  (Lasius emarginatus) a a hangyák (Formicidae) állatcsalád vöröshangyaformák (Formicinae) alcsaládjában a feketehangya-rokonúak (Lasiini) nemzetség névadó feketehangya (Lasius) nemének egyik faja.

## Származása, elterjedése
Alapvetően mediterrán faj, amely Nyugat-Európától és Nagy-Britanniától Dél-Oroszországig, illetve Anatóliáig és a Kaukázusig terjedt el. Egyéb észlelései valószínűleg tévesek.

## Megjelenése, felépítése
A királynő 9 mm-es, a dolgozók 3–4 mm hosszúak. Amint ezt magyar nevük is jelzi, a dolgozók tora vörös, a fejük és potrohuk fekete.
50–60 % relatív páratartalom mellett aktív időszakában 21–28°C, a novembertől márciusig tartó pihenőidőben 5–8°C meleget igényel (Hangyafarm).

## Életmódja, élőhelye
Közép-Európában a Lasius (Lasius) alnemének egyik leginkább melegkedvelő faja. Szárazságkedvelő, a nedves helyeket kerüli, természetes élőhelyei a szárazabb erdők és gyepek. Közép-Európában különösen a gyér vegetációjú, napsütötte sziklás élőhelyeken gyakori. Változatos helyeken, így sziklák repedéseiben, kövek alatt, kövek alá, a talajba vagy elhalt fában fészkel. Hellyel-közzel a városokba is betelepül; ott fészkei falak repedéseiben, korhadó gerendákban, sőt még az aszfalt alatt is előfordulhatnak (Lőrinczi).
A fészeknek kirágott-kiásott üregeket összerágott famorzsalékból és talajszemcsékből regurgitált mézharmattal összekevert, kartonszerű anyaggal béleli, és abban alakítja ki járatait, kamráit. Ezt a szerkezetet tovább szilárdítják a rajta növekvő gombahifák (Lőrinczi).
Fejlett kolóniái egykirálynősek és népesek; a dolgozók száma élőhelytől függően több száztól néhány tízezerig terjedhet (Lőrinczi). A királynő 5–10 évig él és igen szívós: az átmeneti víz- vagy táplálékhiányt jól tűri (Hangyafarm).
Vegyes étrendű: ragadozó, mézharmat- és nektárfogyasztó. Nemének leggyorsabban mozgó, legjobban tájékozódó és leghatékonyabban gyűjtögető faja; egy-egy boly tápterülete mintegy 40 m sugarú. Más hangyafajokkal meglehetősen agresszív, azoktól tápterületét többnyire aktívan védi (Lőrinczi). Nemcsak a földön gyűjtöget, hanem a sziklákon és fákon is. A rendszeresen felkeresett levéltetvek kolóniáit védelmezi: az ellenségeket erős rágóival megharapja, majd hangyasavat fecskendez rájuk (Hangyafarm).

### Szaporodása, egyedfejlődése
Ivaros példányai a szabadban július közepe és augusztus vége között, alkonyat tájékán repül.
Petéi hőmérséklettől függően 6–8 hét alatt fejlődnek dolgozóvá. Gyorsan szaporodik, már a kolónia második évében több száz dolgozója munkálkodhat (Hangyafarm).